# Alam Khan
Mir Alam Khan Arab-i Khuzayma fou amir i virrei (equivalent a primer ministre) de Khurasan sota els Afshàrides (1748-1754).
Era fill d'Ismail Khan un dels principals oficials de Nadir Shah. Alam Khan va fer les campanyes amb el seu pare com amir al front de contingents dels àrabs khuzayma (establerts al Khurasan al segle VIII). Nadir va morir assassinat el 1747 i l'exèrcit es va descompondre quan bona part dels afganesos i dels iranians occidentals va retornar a les seves terres originàries i només van restar els contingents del Khurasan, Sistan i kurds. L'octubre de 1748 va posar al tron a Shahrok, de 17 anys, net de Nadir i fill d'una filla del darrer xa safàvida.
Però al cap de dos mesos l'autoritat de Shahrok va ser discutida al retornar Mir Sayyed Muhammad, superintendent (mutawalli) de la capella de Mashad; Shah Ruk va intentar assassinar Mir Sayyed però no ho va aconseguir i encara es va guanyar l'hostilitat d'Alam Khan i altres amirs quan els va retenir els pagaments previstos i els va exigir que el lliuressin del seu rival. Els amir van convèncer Mir Sayyed de dirigir un cop d'estat, que es va donar el 31 de desembre de 1749 ocupant el palau; Shahrok va intentar fugir però fou capturat i empresonat i dues setmanes després Mir Sayyed era proclamat xa amb el nom de Shah Sulayman II Safawi amb Alam Khan com el seu virrei (wakil al-dawla).
La cort de Mashad es va omplir de membres de la família safàvida als que s'havia de mantenir; la tradicional exempció de taxes de tres anys s'observava amb rigidesa (generalment tot i l'amnistia fiscal es feien extorsions) i la venda de joies de Nadir van molestar als amirs kurds i djalayàrides que pensaven que es podia liquidar tot el tresor en poc temps. Per assegurar-se de què no hi hauria un cop d'estat Alam Khan va aprofitar una sortida de cacera de Sulayman Shah II per fer cegar a Shahrok, però la dona d'aquest va assegurar al amir Yusuf Ali Khan Djalayir que el xa no havia estat realment cegat i finalment aquest va donar el cop d'estat; quan el va treure de la presó va poder comprovar que efectivament estava cec, però ja no podia tirar endarrere i el va proclamar novament com a xa (17 de febrer de 1750). Yusuf Ali considerava impossible establir l'autoritat amb un sobirà cec i un tresor reduït i amb els seus associats va decidir portar les joies que restaven a la fortalesa de Kalat. Alam Khan els va interceptar pel camí amb la seva gent, els va capturar i els va portar a Mashad on foren executats. Sulayman II va refusar seguir en el càrrec i Alam Khan va haver d'arribar a un compromís amb Shahrok que restava al tron. Per assegurar el poder a la província va haver de fer una aliança matrimonial amb els Sadellu kurds i ocupar militarment alguna de les ciutats del Khurasan com Nixapur que estava en poder de la tribu Bayat.
El 1750 Ahmad Shah Durrani de l'Afganistan va ocupar Herat i va envair el Khorasan. Abandonat per molts dels seus, Alam Khan es va retirar a la fortalesa de Tun (Ferdaws); però la resistència a Nixapur i un hivern molt dur van obligar a Ahmad Shah a retirar-se. Els tres anys següents Ahmad va estar ocupat a l'Índia i Alam Khan va conservar el poder al Khurasan. El 1754 Ahmad estava assetjant altre cop Nixapur i Alam es va retirar-se per defensar Mashad, però l'exèrcit va desertar i va haver de fugir a Sabzawar; els Čamešgazak kurds, represaliats per Alam, es van unir a Ahmad en el setge d'Ahamd. Alam Khan fou capturat a Sabzawar i entregat a Ahmad Shah que el va fer decapitar. Poc temps després Mashad es rendia (2 de desembre de 1754) i s'establia un virtual protectorat afganes.